# Nikolaj Nenovsky
Nikolaj Nenovsky (* 26. června 1963 Veliko Tarnovo) je bulharský ekonom, jehož základní oblasti zkoumání je měnová politika a teorie, dějiny měnových systémů, dějiny ekonomického uvažování a politická ekonomie. Zkoumá problémy měnové rady v Bulharsku. Sympatizuje s teoriemi rakouské ekonomické školy.

## Život a kariéra
V letech 1984-1989 studoval ekonomiku na Moskevské státní Lomonosovově univerzitě[zdroj?] a v letech 1990-1996 ekonomiku a finance ve Francii a Švýcarsku.
V roce 1995 obhájil doktorát v Ekonomickém institutu BAN Bulharská akademie věd,.
V období 1988-1989 pracoval v komisi RVHP v Moskvě.
V roce 1994 pracoval jako finančník v SOGENAL, Luxemburg.
Od roku 1997 přednáší teorii peněz a mezinárodní finance na Univerzitě pro státní a mezinárodní hospodářství na katedře financí a účetnictví.
Od roku 2000 přednáší na Orleánské univerzitě ve Francii.
Od roku 2006 působí jako asociovaný badatel v ICER v Turíně.
Od roku 1996 pracuje v Bulharské Národní Bance a v období 2002 -2008 byl členem dozorčí rady.
Od srpna 2008 je poradcem ministra financí. Jedná se o spoluzakladatele „Bulharské makroekonomické asociace“ (2003) a bulharského sdružení „Friedrich Hayek” (2002).
Je synem prof. Neno Nenovského (1934-2004), známého bulharského právníka a člena Ústavního soudu Bulharské republiky.